# Pierre Chastenay
Pierre Chastenay  est un astronome, didacticien des sciences, communicateur scientifique, conférencier, auteur et animateur de télévision québécois. Depuis 2013, il est professeur de didactique des sciences à l'Université du Québec à Montréal, où ses principales recherches portent sur la didactique de l'astronomie, l'enseignement des sciences au primaire et la médiation scientifique. Précédemment, il a été à l’emploi du Planétarium Rio Tinto Alcan de Montréal de 1988 à 2013, où il était responsable des activités éducatives. Il est également l’auteur de nombreux ouvrages de vulgarisation scientifique pour la jeunesse.

## Biographie

### Formation et carrière
En 1986, Pierre Chastenay termine un baccalauréat en physique à l'Université Laval. Il fait une maîtrise en astrophysique à la même université sous la direction du professeur Serge Pineault. Il entreprend des études doctorales en astrophysique à l'Université de Montréal sous la direction du professeur Claude Carignan. Au début de 1988, parallèlement à ses études, il enseigne l’astronomie et la physique au Collège Ahuntsic, à Montréal, où il découvre le plaisir de partager ses connaissances. Au printemps de la même année, il est embauché comme conseiller scientifique et agent de programmation d'activités par le Planétarium de Montréal, où il travaille depuis cette date.
De 1992 à 1993, Pierre Chastenay a agi à titre de directeur par intérim de l'institution. Depuis une vingtaine d'années, il a écrit, réalisé ou produit une trentaine de spectacles et d'expositions adressés à tous les publics (jeunes, scolaires, famille). Sa plus récente production, Moi, Galilée (2009), produite conjointement avec les planétariums de Montréal, Winnipeg, Calgary et Vancouver, allie pour la première fois à Montréal une présentation multimédia de planétarium avec un comédien présent dans le théâtre des étoiles et qui joue le rôle du savant italien.
En 2002, il entreprend des études de Maîtrise en didactique des sciences à l'Université de Montréal sous la tutelle du professeur Marcel Thouin. Après un passage direct au doctorat en 2005, Pierre Chastenay a complété sa thèse, intitulée "Conception et évaluation d'une séquence didactique à propos des phases de la Lune dans un planétarium numérique", en avril 2013. Quelques mois plus tard, il devient professeur de didactique des sciences à l'Université du Québec à Montréal.

### Vulgarisation scientifique
Parallèlement à ses études et à son travail au Planétarium de Montréal, Pierre Chastenay entreprend une carrière dans les médias comme chroniqueur scientifique, narrateur et animateur, tant à la radio (Première chaîne de la Société Radio-Canada, CIBL, etc.) qu’à la télévision (notamment à la Télévision de Radio-Canada, Ztélé et Télé-Québec). De 1995 à 1999, il écrit, scénarise et anime la chronique hebdomadaire Le ciel cette semaine diffusée à l’antenne de MétéoMédia. En 2001, il remplace à pied levé le mathématicien Jean-Marie de Koninck à la barre de l’émission C’est mathématique! diffusée par Ztélé. En 2002, il prête sa voix aux versions françaises des séries télévisées Destination Mars et Odyssée de l'espace, diffusées à Ztélé. À l’antenne de Télé-Québec, il anime tour à tour les émissions Téléscience (1996 à 2007), Les grands documentaires science (2005), Atomes et neurones (2006-2007) et, depuis 2008, Le code Chastenay.
Pierre Chastenay est également l’auteur d’ouvrages de vulgarisation scientifique en astronomie destinés aux jeunes de 9 à 12 ans, parus aux Éditions Michel Quintin dans la collection Astro-jeunes : Je deviens astronome (2002), La Terre, la Lune et le Soleil (2004) et La tournée des planètes (2008). Il est intervenu également de manière régulière dans le cadre de l’émission 275-Allô, autrefois diffusée à la Première chaîne de Radio-Canada. En 2009, il a été commissaire invité de l'exposition "Virginia, messagère des étoiles" présentée à l'EspaceJeunes de la Grande bibliothèque du 26 mai au 25 octobre dans le cadre de l'Année mondiale de l'astronomie.

## Œuvres

### Livres
- 2002 : Je deviens astronome
- 2004 : La Terre, la Lune et le Soleil
- 2008 : La tournée des planètes

### Publications scientifiques avec comité de lecture
- Chastenay, P. Enseigner les sciences au Planétarium, dans Regards multiples sur l’enseignement des sciences, sous la direction de Patrice Potvin, Martin Riopel et Steve Masson. Québec, Multimondes, 2007.
- Pineault, S. et Chastenay, P., 1990. Radio continuum observations of a field centered on the supernova remnant G73.9+0.9, dans Monthly Notices of the Royal Astronomical Society, Londres, mars 1990.
- Chastenay, P. et Pineault, S., 1988. Aperture synthesis observations of the supernova remnant G73.9+0.9, dans Supernova Remnants and the Interstellar Medium. Colloque UAI no 101. Roger, R.S. et Landecker, T.L., éd., Cambridge University Press, 1988.

## Prix et distinctions
De nombreuses nominations et prix sont venus couronner le travail de communicateur et de médiateur scientifique de Pierre Chastenay, ses ouvrages, ses activités dans les médias et son travail au Planétarium de Montréal et à l'UQAM :
- 1997 : 
  - Gagnant du Prix Air France pour le meilleur clip scientifique lors du 8e Festival Téléscience (1997) pour Le ciel cette semaine (MétéoMédia).
  - Finaliste, Prix Pratt & Whitney Canada d'excellence dans la vulgarisation scientifique lors du 8e Festival Téléscience (1997) pour Le ciel cette semaine, MétéoMédia. Scénario et textes : Pierre Chastenay.
  - Finaliste, prix Shell Canada pour la meilleure production jeunesse lors du 8e Festival Téléscience (1997) pour Le ciel cette semaine (MétéoMédia).
- 1998 : 
  - Finaliste pour le Prix du Ministère de la Culture et des Communications du Québec pour le meilleur film scientifique québécois lors du 9e Festival Téléscience (1998) pour Le ciel cette semaine (MétéoMédia).
  - Finaliste du Prix Développement économique du Canada pour le meilleur clip scientifique lors du 9e Festival Téléscience (1998) pour Le ciel cette semaine (MétéoMédia).
  - Gagnant du deuxième prix Eugenidès 1998 pour le texte du spectacle L'Univers du Petit Prince, dans le cadre du concours organisé par l'International Planetarium Society. Prix décerné à Londres (Angleterre) le 29 juin 1998.
- 2000 :
  - Prix Sceptique 2000 remis par Les Sceptiques du Québec
  - Fellow de l'International Planetarium Society (juillet 2000).
- 2003 : 
  - Participation spéciale à l’émission Objectif Mars présentée par l'émission radiophonique Les Années lumière (Première Chaîne de Radio-Canada) et gagnante du prix du 2003 Science in Society Journalism Awards, catégorie Radio - Items Over 30 Minutes, émission du 21 décembre 2003.
  - Son livre Je deviens astronome (Éditions Michel Quintin, 2002) fait partie de la Sélection du Prix Roberval 2003 (Université de technologie de Compiègne) et de la Sélection de l’exposition White Ravens 2004 organisée par la Bibliothèque Internationale de Jeunesse à l’occasion de la Foire internationale du livre jeunesse de Bologne. De plus, le livre obtiendra le Great Book Award 2004 du Canadian Toy Testing Council et sera finaliste pour le Prix littéraire Hackmatack–Le choix des jeunes 2004.
- 2004 :
  - Invité d’honneur du 27e Salon du livre de Montréal, du 18 au 22 novembre 2004.
  - Coups de cœur des librairies Renaud-Bray (automne 2004) pour La Terre, la Lune et le Soleil (Éditions Michel Quintin, 2004), également finaliste pour le Prix TD 2005 de littérature canadienne pour l’enfance et la jeunesse (catégorie de langue française). Le livre fut également sélectionné dans la Sélection de livres pour jeunes de Communication-Jeunesse 2005-2006.
- 2005 : Prix de la Meilleure exposition ou meilleur spectacle de l'Association canadienne des centres de sciences pour La quête des origines
- 2006 : 
  - Gagnant du grand prix Eugenidès 2006 pour le texte du spectacle de planétarium Astro-Quiz, dans le cadre du concours organisé par l'International Planetarium Society. Le prix fut décerné à Melbourne (Australie) le 27 juillet 2006.
  - Récipiendaire du Mérite d’honneur du français 2006 décerné par le Conseil pédagogique interdisciplinaire du Québec.
- 2008 : "Le Code Chastenay", finaliste au 23e Gala des prix Gémeaux dans la catégorie Meilleur magazine d'intérêt social.
- 2009 : 
  - Finaliste du Prix du livre jeunesse des bibliothèques de Montréal 2009 et finaliste pour le Prix littéraire Hackmatack–Le choix des jeunes 2010 pour La tournée des planètes (Éditions Michel Quintin, 2008).
  - "Le Code Chastenay", finaliste au 24e Gala des prix Gémeaux dans la catégorie Meilleur magazine d'intérêt social.
- 2010 : "Moi, Galilée", récipiendaire du prix CASCADES 2010 dans la catégorie Meilleure exposition ou meilleur spectacle—Grande institution, décerné par l'Association canadienne des centres de sciences  (ACCS) lors de son huitième gala annuel tenu à Montréal le 7 mai 2010.
- 2011 : "Le Code Chastenay", finaliste au 26e Gala des prix Gémeaux dans la catégorie Meilleur magazine d'intérêt social.
- 2012 : "Le Code Chastenay", finaliste au 27e Gala des prix Gémeaux dans la catégorie Meilleur magazine d'intérêt social.
- 2014 : Prix Raymond-Charette remis par le Conseil supérieur de la langue française.
- 2015 :
  - "Le Code Chastenay", finaliste au 30e Gala des prix Gémeaux dans la catégorie Meilleur magazine d'intérêt social.
  - Chevalier de l'ordre de la Pléiade, ordre honorifique de la Francophonie et du dialogue des cultures
- 2024:  Membre de l'Ordre du Canada[5]